# هارولد د. هاريس
هارولد د. هاريس (بالإنجليزية: Harold D. Harris)‏ هو عسكري أمريكي، ولد في 4 فبراير 1903 في لارامي في الولايات المتحدة، وتوفي في 20 سبتمبر 1984 في ليكلاند في الولايات المتحدة.